# La Cabanasse
La Cabanasse (Catalaans: La Cabanassa) is een gemeente in het Franse departement Pyrénées-Orientales (regio Occitanie). De plaats maakt deel uit van het arrondissement Prades. La Cabanasse telde op 1 januari 2022 700 inwoners.

## Geografie
De oppervlakte van La Cabanasse bedroeg op 1 januari 2022 3,26 vierkante kilometer; de bevolkingsdichtheid was toen 214,7 inwoners per km².

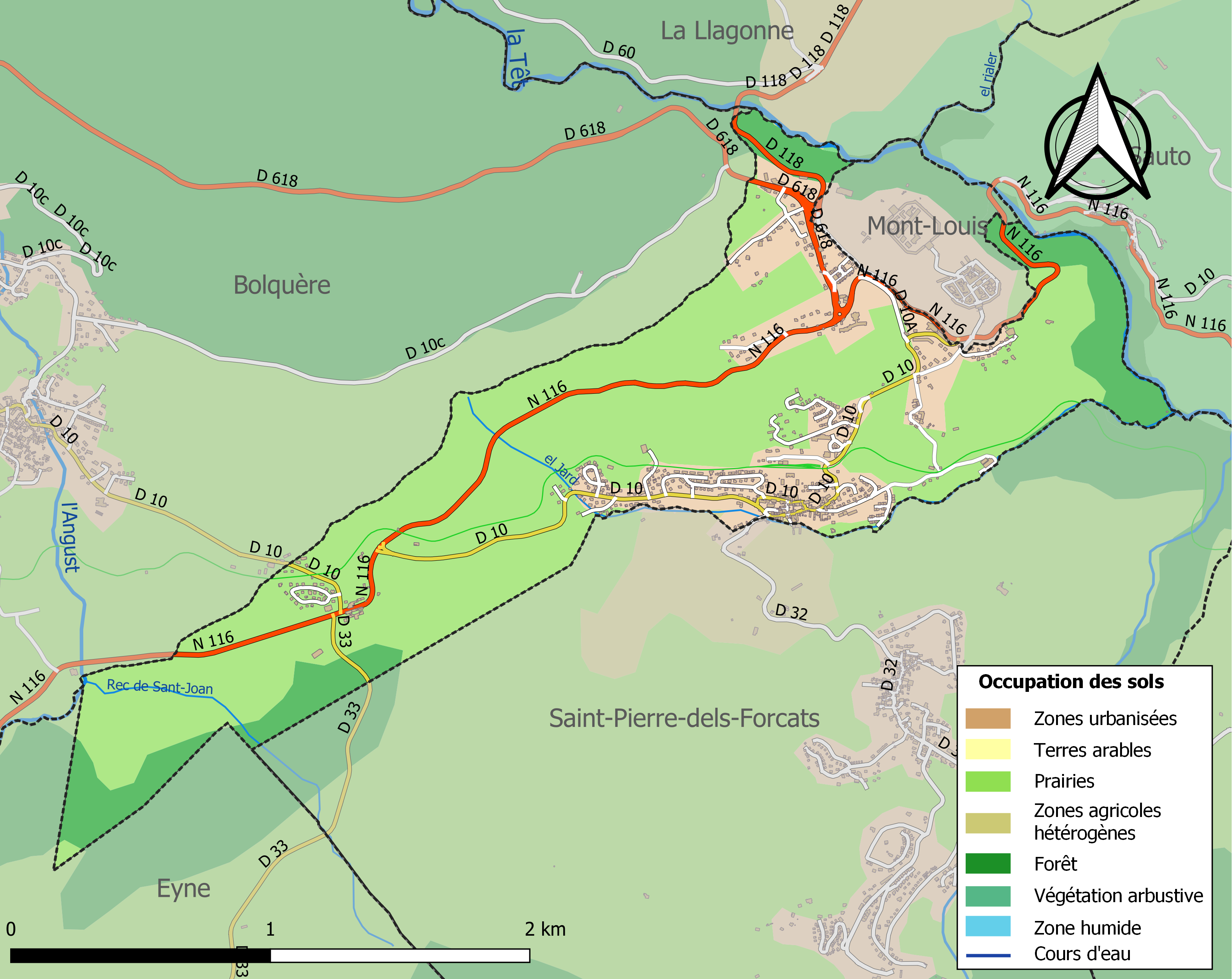
Kaart van de gemeente met de belangrijkste infrastructuur, bodemgebruik en omliggende gemeenten

## Verkeer en vervoer
In de gemeente ligt spoorwegstation Mont-Louis - La Cabanasse.

## Demografie
Onderstaande figuur toont het verloop van het inwonertal (bron: INSEE-tellingen).